# Maison du Mont Thabor
La « Maison du Mont Thabor » (Den Bergh Thabor en néerlandais) est une maison de style baroque située au numéro 12 de la Grand-Place de Bruxelles en Belgique, entre la « Maison de la Rose » et la rue des Chapeliers, au sud de la place.
La maison est également appelée « Maison des Couleurs tricolores », ou « Maison aux Trois Couleurs ».

## Historique
Après la destruction des maisons de la Grand-Place lors du bombardement de la ville par les troupes françaises de Louis XIV commandées par le maréchal de Villeroy en août 1695, la maison est réédifiée en 1699 par Frans Timmermans.
En 1885-1887, elle est restaurée par l'architecte Victor Jamaer qui restaure le pignon en pierre de Gobertange, les chapiteaux et le décor sculpté en pierre d'Euville et de Savonnière, et les croisée en pierre bleue.
À l'heure actuelle, son rez-de-chaussée abrite un commerce de diamants.

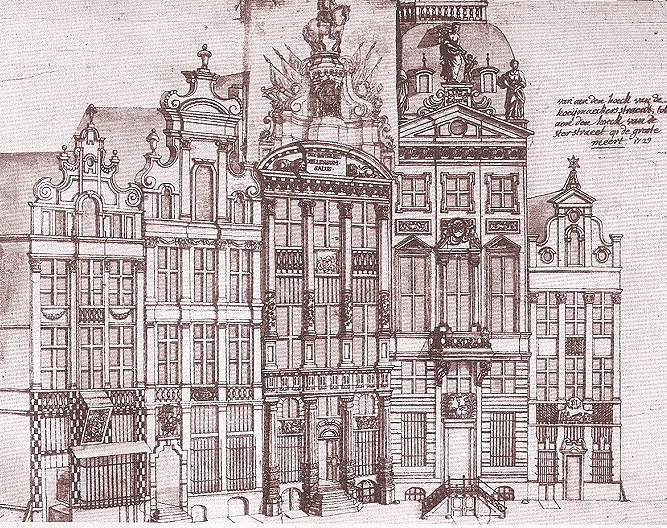
Les maisons situées entre la rue des Chapeliers et la rue de l'Étoile, devenue depuis rue Charles Buls. De gauche à droite : Le Mont Thabor, La Rose, L'Arbre d'Or, Le Cygne, L'Étoile. Dessin de Ferdinand-Joseph Derons (1729).

## Classement
Les façades et les toitures de toutes les maisons qui bordent la Grand-Place font l'objet d'un classement au titre des monuments historiques en tant qu'ensemble depuis le 19 avril 1977 sous la référence globale 2043-0065/0.
Le classement a été étendu à d'autres parties du bâtiment le 7 novembre 2002, sous la référence 2043-0065/012.

## Architecture
La « Maison du Mont Thabor » possède une façade de trois travées rehaussée de dorures.
Le premier et le deuxième étage sont réunis par des pilastres engagés d'ordre colossal. Ces pilastres reposent sur des socles dorés de section carrée et sont surmontés de grands chapiteaux dorés d'ordre composite combinant les feuilles d'acanthe de l'ordre corinthien et les volutes de l'ordre ionique.
Le premier étage est orné de grandes fenêtres rectangulaires à croisée dont les allèges sont ornées d'un cartouche doré figurant des drapeaux, pour la travée centrale, et de panneaux de balustres rehaussés de dorures, pour les travées latérales.

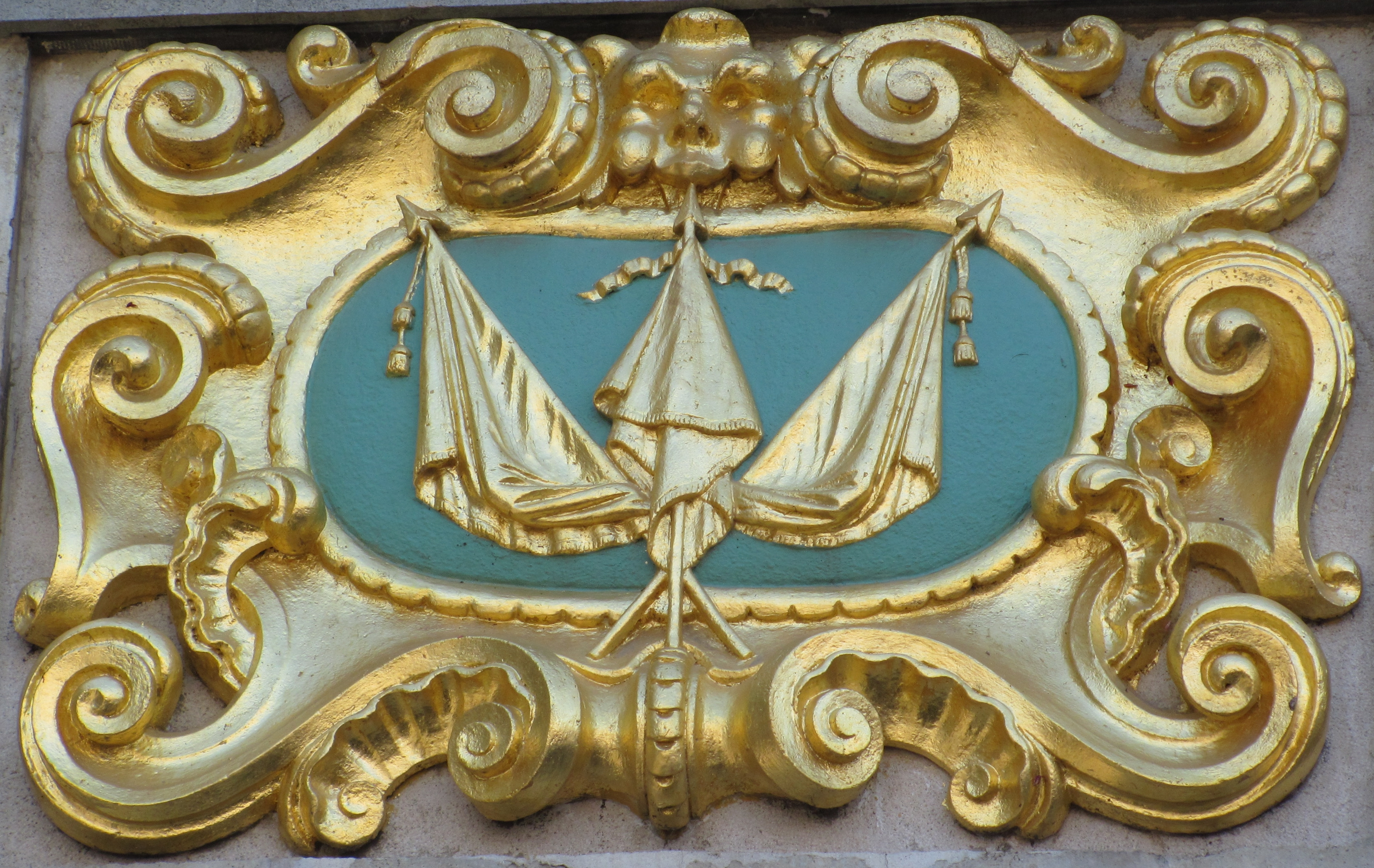
Cartouche du premier étage.

Le deuxième étage présente une structure similaire, sauf que les balustres ornent l'allège centrale, les allèges latérales étant ornées de guirlandes de fruits dorés.
La façade est couronnée par un pignon à volutes de deux registres comportant trois travées et trois fenêtres. Au registre inférieur, la travée centrale comprend une fenêtre à piédroits et impostes saillants portant un arc en plein cintre à clef saillante, surmonté d'un larmier courbe mouluré à clé dorée, tandis que les travées latérales sont occupées chacune par une petite fenêtre et une petite baie aveugle. Le registre supérieur est percé d'un œil-de-bœuf ovale surmonté d'un larmier et est orné de volutes, de boules dorées, de guirlandes de fleurs dorées. Ce pignon est sommé d'un larmier courbe surmonté d'un vase en pierre.